# Нукунону (атол)
Нукунону је највећи атол у саставу острвске територије Токелау у јужном делу Тихог океана. Састоји се од 30-ак острваца који окружују средишњу лагуну. Захвата укупну површину од 109 км².